# Джипс, Рут
Рут Джипс (англ. Ruth Gipps; 20 февраля 1921 — 23 февраля 1999) — британский композитор и дирижёр.
Выступала с детства как пианистка. После исполнения своей первой композиции в возрасте 8 лет на одном из многочисленных музыкальных фестивалей, в которых она участвовала, произведение было куплено. После её победы в конкурсе концертов с муниципальным оркестром Гастингса началась её серьёзная карьера. В 1937 году поступила в Королевский музыкальный колледж, где изучала фортепиано, гобой и композицию, затем в Даремском университете, где её наставниками были Гордон Джейкоб и Ральф Воан-Уильямс — влияние последнего некоторые критики отмечали в дальнейшем в произведениях Джипс. Во время обучения в Даремском университете она встретила своего будущего мужа, кларнетиста Роберта Бейкера. По завершении образования Джипс выступала как пианистка и гобоистка, однако в 1954 году вынуждена была отказаться от исполнительской карьеры из-за травмы руки и сосредоточилась на сочинительстве и руководстве музыкальными коллективами, по большей части созданными ею самой.
В 1953 году Джипс основала и возглавила камерный ансамбль духовых инструментов «Portia Wind Ensemble», состоявший исключительно из женщин-музыкантов, — этот жест, помимо прочего, был и ответом на дискриминацию женщин в существующих оркестрах. В 1955 году под руководством Джипс был создан Лондонский репертуарный оркестр (англ. London Repertoire Orchestra), состоявший преимущественно из молодых музыкантов, а в 1961 году — оркестр «Шантеклер», принципом которого было включение в программу каждого концерта произведений ныне живущих композиторов. Позже она займет должности преподавателя в Тринити-колледже в Лондоне (1959—1966), Королевском колледже музыки (1967—1977), а затем в Кингстонском университете.
Выйдя на пенсию, Джипс вернулась в Суссекс, умерла в 1999 году.
Из композиций Джипс ею самой наиболее важными признавались пять написанных ею симфоний — особенно Вторая (1946), после которой к Джипс начало приходить признание специалистов.